# Obere Kleinmichelesmühle

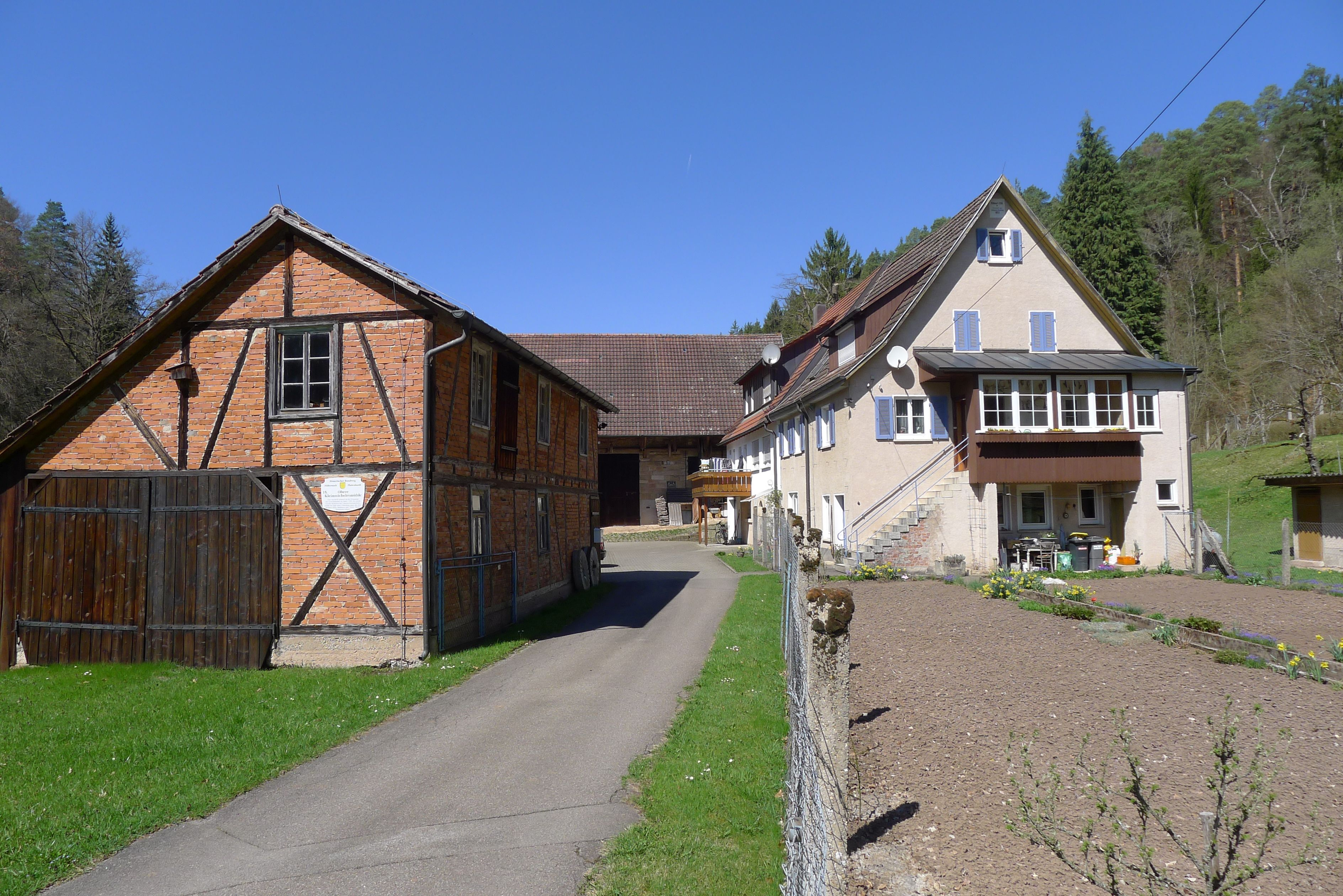
De Obere Kleinmichelesmühle

De Obere Kleinmichelesmühle (ook als Obere Kleinmichelsmühle geschreven) is stroomafwaarts de negende watermolen in het Siebenmühlental, het beekdal van de Reichenbach, ten zuidoosten van Leinfelden-Echterdingen. De molen is een van de jongere molens in het dal en ligt op de marke Plattenhardt, een gedeelte van Filderstadt ten zuiden van Stuttgart in het zuidwesten van Duitsland. 

## Geschiedenis
In 1700 ontvangt Michel Weinmann, de molenaar van de naburige Untere Kleinmichelsmühle, toestemming van hertog Eberhardt Ludwig om een “Öhl- und eine Mahlmühlin bawen” te mogen. Naar het schijnt was de toekomstige verdeling van het erfgoed tussen de drie broers Hans, Balthasar en Michel Weinmann een belangrijke aanleiding voor het bouwverzoek. In 1706 is die molen voor olie en graan gereed. Na de dood van deze molenaar erft zijn zoon “Klein” Michel Weinmann (junior) beide molens, die niet lang daarna zijn naam dragen. In de Obere Kleinmichelesmühle wordt tot het midden van de jaren 70 van de 21e eeuw graan tot meel gemalen. Daarna werd er in de molen alleen nog in meel gehandeld. In 1953 heeft Johannes Breitling de molen nog gerenoveerd, volgens een inscriptie onder het dak. In 2000 werd het achterste deel van het molengebouw afgebroken. Het nieuwe woonhuis is uiterlijk wel op het oorspronkelijke gebouw georiënteerd. De molen is in particulier bezit en kan niet bezichtigd worden. Net als bij de Untere Kleinmichelesmühle is het vakwerk van de muren niet meer zichtbaar door het gebruik van kalk en verf.
Het Bondswandelpad, over het voormalige spoortracé van de Siebenmühlentalbahn, die tussen 1928 en 1956 treindiensten door het dal verzorgde, geeft over de Reichenbach zicht op deze molen. Vanaf de oostzijde geeft het pad van de Reichenbachtalsträssle de wandelaar of fietser zicht op woonhuis, schuren, oude aandrijfraderen en op een paar oude molenstenen. De hoogte van de molen is 345 meter boven NAP. 

## Externe adressen
- De Obere Kleinmichelesmühle in het Siebenmühlental
- Het Siebenmühlental

Obere Mühle · Eselsmühle · Mäulesmühle · Seebruckenmühle · Schlechtenmühle · Walzenmühle · Schlösslesmühle · Kochenmühle · Obere Kleinmichelesmühle · Untere Kleinmichelesmühle · Burkhardtsmühle